# TLC (kênh truyền hình)
TLC (viết tắt của The Learning Channel) là một kênh truyền hình trả tiền của Mỹ, thuộc sở hữu của Discovery, Inc. Ban đầu tập trung vào nội dung giáo dục và học tập, vào cuối những năm 1990, kênh này bắt đầu tập trung chủ yếu vào loạt chương trình thực tế liên quan đến lối sống, gia đình cuộc sống và những câu chuyện cá nhân.
Tính đến tháng 2 năm 2015, TLC đã có sẵn để xem ở khoảng 95 triệu hộ gia đình Mỹ.